# Kristien Bonneure
Kristien Bonneure (Brugge, 31 mei 1966) is een Belgisch VRT-journaliste. 

## Levensloop
Kristien Bonneure studeerde politieke en sociale wetenschappen aan de universiteit van Gent. Ze werkte vanaf 1988 bij de redactie van Studio Brussel. In 1991 stapte ze over naar de radionieuwsdienst van de VRT.
Bonneure specialiseerde zich in verslaggeving vanuit de Balkan en Oost-Europa en was regelmatig te horen op de radio.
In de dramareeks De Ronde speelde ze een kleine gastrol als zichzelf, namelijk als nieuwslezer in de radiostudio.
Van 2011 tot 2015 werkte Bonneure voor de cultuurwebsite van de VRT, Cobra.be, waar ze zich vooral met non-fictie, literatuur en exposities bezighield. Sinds 2015 werkt ze opnieuw voor de VRT-nieuwsdienst. Ze presenteerde het programma Bonus (Radio 1) en volgt sinds 2017 de culturele actualiteit voor het VRT-radionieuws, radioduiding (De Ochtend en De Wereld Vandaag) en de website vrtnws.be.
Ze schreef een persoonlijke blog voor deredactie.be en Tertio en onregelmatig voor het dagblad De Standaard.
In mei 2014 verscheen haar boek Stil leven bij Uitgeverij Lannoo.
Sinds 2020 is ze lid van de Koninklijke Academie voor Nederlandse Taal en Letteren (KANTL).

## Privé
Bonneure is getrouwd met collega-journalist Lucas Vanclooster en woont in Vilvoorde. Het paar heeft een dochter en een 21-jarige zoon die in 2020 gestorven is nadat hij bij een feest van het oude naar het nieuwe jaar in het kanaal viel bij de Kruitfabriek in Vilvoorde.
Kristien Bonneure is de dochter van letterkundige Fernand Bonneure.

## Prijzen
- 2000: steun van het Fonds Pascal Decroos voor haar reportages over Kosovo.
- 2004: Gouden Stemvork, een prijs die werd uitgereikt door de Europese Studiegroep voor de Stem.
- 2005: RadioVisie Award voor beste nieuwslezer.
- 2007: zilver bij de RadioVisie Award voor beste nieuwslezer.
- 2016: Vlaamse winnaar bij het Groot Dictee der Nederlandse Taal, ook in de categorie van de prominenten.

## Publicaties
- De kosten van Kosovo lopen op : twee jaar na de luchtbombardementen, in: MO, Wereldwijd magazine, 2001, nr. 308, p. 14-18
- Heimwee naar Tito, in: MO, 2005, nr. 26, p. 42-44
- Ondernemen in de tussentijd : Kosovo wacht niet af, in: MO, 2007, nr. 41, p. 31-33
- Het land van de blauwogige moslims, in: MO, 2009, nr. 66, p. 48-51
- Stil leven. Een stem voor rust en ruimte in drukke tijden. Uitgeverij Lannoo,2014